# Южный округ (Ботсвана)
Ю́жный о́круг (англ. Southern District) — округ в Ботсване. Административный центр — город Канье.

## География
Соседние области:
- Квененг — на севере
- Северо-Западная провинция (ЮАР) — на юге
- Кгалагади — на западе
- Юго-Восточный — на востоке

## Административное деление
Административно округ делится на 4 субокруга:
- Баролонг
- Джваненг
- Нгвакеце
- Нгвакеце-Вест

## Экономика
На востоке округа добывают марганцевую руду, асбест и алмазы. По территории округа проходит (через Раматлабама) небольшой участок железной дороги (около 70 км) из Лобаце (Юго-Восточный округ) в Ммабатго и Мафикенг (Северо-Западная провинция (ЮАР)).